# أبو الطيب الطبري
أبو الطيب طاهر بن عبد الله بن طاهر بن عمر الطبري الشافعي (348- 450هـ/ 960- 1058م)، قاضي وفقيه في ربع الكرخ ببغداد، وأحد كبار علماء وفقهاء الشافعية في العراق.

## نسبه ومولده
طاهر بن عبد الله بن طاهر بن عمر الطبري الشافعي المعروف بأبي الطيب، ولد في آمل طبرستان، سنة 348هـ/ 960م.

## حياته العلمية
سمع بجرجان من: أبي أحمد بن الغطريف جزءا تفرد في الدنيا بعلوه، وبنيسابور من مفقهه أبي الحسن الماسرجسي، وببغداد من الدارقطني، وموسى بن عرفة، وعلي بن عمر السكري، والمعافى الجريري. استوطن بغداد، ودرس وأفتى وأفاد، وولي قضاء ربع الكرخ بعد القاضي الصيمري، وقال: «سرت إلى جرجان للقاء أبي بكر الإسماعيلي، فقدمتها يوم الخميس، فدخلت الحمام، ومن الغد لقيت ولده أبا سعد، فقال لي قد شرب دواء لمرض، وقال لي تجيء غدا لتسمع منه. فلما كان بكرة السبت، غدوت فإذا الناس يقولون مات الإسماعيلي».
حدث عنه: الخطيب، وأبو إسحاق، وابن بكران، وأبو محمد بن الآبنوسي، وأحمد بن الحسن الشيرازي، وأبو سعد بن الطيوري، وأبو علي بن المهدي، وأبو نصر محمد بن محمد بن محمد بن أحمد العكبري، وأبو العز بن كادش، وأبو المواهب أحمد بن محمد بن ملوك، وهبة الله بن الحصين، وأبو بكر محمد بن عبد الباقي الأنصاري، أبو سعيد القشيري وخلق كثير.

## مكانته العلمية
قال الخطيب: «كان شيخنا أبو الطيب ورعا، عاقلا، عارفا بالأصول والفروع، محققا حسن الخلق، صحيح المذهب، اختلفت إليه، وعلقت عنه الفقه سنين». قيل إن أبا الطيب دفع خفا له إلى من يصلحه، فمطله، وبقي كلما جاء، نقعه في الماء، وقال الآن أصلحه، فلما طال ذلك عليه قال: إنما دفعته إليك لتصلحه لا لتعلمه السباحة. قال الخطيب: سمعت محمد بن أحمد المؤدب، سمعت أبا محمد البافي يقول: أبو الطيب الطبري أفقه من أبي حامد الإسفراييني، وسمعت أبا حامد يقول: «أبو الطيب أفقه من أبي محمد البافي». قال القاضي ابن بكران الشامي: «قلت للقاضي أبي الطيب شيخنا وقد عمر لقد متعت بجوارحك أيها الشيخ، قال: ولم وما عصيت الله بواحدة منها قط أو كما قال. قال غير واحد: سمعنا أبا الطيب يقول رأيت النبي في النوم، فقلت يا رسول الله  أرأيت من روى أنك قلت نضر الله امرءا سمع مقالتي، فوعاها أحق هو قال: نعم».

## مؤلفاته
من المصنفات التي كتبها الطبري ما يلي:
- التعليقة الكبرى للطبري في الخلاف على مختصر المزني.
- شرح مختصر المزني، وهو إحدى عشر جزءًا في الفقه,
- الجواب في السماع والغناء، في خزانة الرباط

## وفاته
توفي الطبري ببغداد في شهر ربيع الأول سنة 450 هـ/ 1058م، وله مائة وسنتان.